# Новые Юбери
Новые Юбери — деревня в Можгинском районе Удмуртской республики.

## География
Находится в юго-западной части Удмуртии на расстоянии приблизительно 16 км на юг-юго-восток по прямой от районного центра города Можга.

## История
Известна с 1873 года как деревня из 38 дворов. В 1893 году дворов 59, в 1905 — 75, в 1924 — 86. Первые поселенцы явились сюда из деревни Старые Юбери (Малые Юбери) той же волости. До 2021 года входила в состав Можгинского сельского поселения.

## Население
Постоянное население составляло: 237 человек (1873 год), 368 (1893), 477 (1905), 444 (1924), в том числе удмуртов около 90 %, 26 в 2002 году (удмурты 100 %), 26 в 2012.